# Bolívar (Táchira)
Bolívar is een gemeente in de Venezolaanse staat Táchira. De gemeente telt 69.700 inwoners. De hoofdplaats is San Antonio del Táchira.